# North Cove (Washington)
North Cove az Amerikai Egyesült Államok északnyugati részén, Washington állam Pacific megyéjében elhelyezkedő önkormányzat nélküli település.

## Története
A Shoalwater-öböli törzs vezetőjével, Ma-Tote-tal kötött megállapodást követően az USA a Shoalwater-fokon katonai tábort létesített. A Willapa-öböli világítótorony 1858-ban épült fel.
Mivel a vízi navigáció továbbra is nehézkes volt, 1878-ban őrhely létesült, melynek vezetője George Johnson lett. North Cove-ot 1884-ben alapította Johnson felesége, Lucy, aki később szállót (Hotel Norwood) működtetett. A településen 1909-ben konzervgyár nyílt.

## A parterózió hatásai
A világítótorony 1940-ben a vízbe csúszott. Az őrházat az erózió veszélye miatt 1950-ben Tokelandbe költöztették.
2016-ban hatvan lakóépület és 537 telek semmisült meg az erózió miatt. North Cove-ot Washaway Beachként („Elmosott part”) becézik. A Washington State Route 105 mentén továbbra is nagy az erózió veszélye, azonban a partra telepített burkolatok képesek a hullámok feltartóztatására.

## Fordítás
- Ez a szócikk részben vagy egészben  a   North Cove, Washington című angol Wikipédia-szócikk ezen változatának fordításán alapul.  Az eredeti cikk szerkesztőit annak laptörténete sorolja fel. Ez a jelzés csupán a megfogalmazás eredetét és a szerzői jogokat jelzi, nem szolgál a cikkben szereplő információk forrásmegjelöléseként.